# Лыжный переход Ленинград — Архангельск
Лыжный переход Ленинград — Архангельск — лыжный переход в СССР, совершённый в 1936 году.
Маршрут движения: из Ленинграда в Архангельск. Расстояние: 1300 километров. Участниками перехода были 6 человек: четверо мужчин и две женщины — Ростиславина Кира Владимировна (1915—2013) и Харитонова Фаина Павловна (1914—1984) — студентки Ленинградского института инженеров водного транспорта.

## История

Участники перехода Ленинград — Архангельск

Переход был посвящён Х съезду ВЛКСМ и длился 18 ходовых дней. Средняя суточная скорость перехода была 72,3 км, в то время как мировой рекорд — 68,6 км/сутки — был установлен девушками-участницами перехода Москва — Тюмень — Тобольск («Известия ЦИК» от 1 марта 1936 года).

## Интересный факт
Длина одного из суточных переходов составила 140 километров.